# 鴨川 (小惑星)
鴨川（かもがわ、10143 Kamogawa）は、小惑星帯（メインベルト）に位置する小惑星の一つ。1994年1月8日にダイニックアストロパーク天究館の杉江淳により発見され、京都市内を流れる鴨川にちなみ命名された。